# 渕田仁志
渕田 仁志（ふちた ひとし、1970年 - ）は、日本の板前、「寿司 日本料理 葵」の代表取締役。
熊本県八代市生まれ。九州学院高校卒業後、広島県の広越株式会社入社。入社した後、八雲、寿司福本店、別館の修業の後、東京のなだ万帝国ホテル店、香港シャングリラ店、ロサンゼルス「はまかわ」の修業後、なだ万渋谷店では、中村孝明の下で働く。
1999年に帰郷し、実家の「寿司 日本料理 葵」。ローカル番組「RKKワイド夕方いちばん」（熊本放送）の料理コーナーの講師の他、料理教室、講演活動等としても活動する。